# Calliophis haematoetron
Calliophis haematoetron är en orm i familjen giftsnokar som förekommer i centrala Sri Lanka. Artepitet i det vetenskapliga namnet är sammansatt av de gammalgrekiska orden haematodes (blodig) och etron (buke). Det syftar på undersidans färg.
Exemplaren blir ungefär 150 till 420 mm långa.
Arten lever i kulliga regioner mellan 100 och 750 meter över havet. Den vistas i fuktiga eller delvis fuktiga skogar som domineras av städsegröna träd. Exemplaren gräver ofta i marken eller i lövskiktet. Honor lägger ägg. Ormen har ett giftigt bett.
Beståndet hotas av landskapsförändringar när jordbruksmark eller gruvor skapas. Ormen är sällsynt och populationens storlek är okänd. Utbredningsområdet antas vara 900 km² stort. IUCN listar Calliophis haematoetron som starkt hotad (EN).